# スパサテル・ワシリー・ベフ (曳船)
「スパサテル・ワシリー・ベフ（SB-739）」は、ロシア海軍のプロジェクト22870の救助曳船であり、2016年に進水し、2022年ロシアのウクライナ侵攻中に沈没した。

## 説明
ワシリー・ベフは遭難船の牽引、海上での消火活動、他の船への水と電力の供給、負傷した人員の避難及び潜水救助プラットフォームとして機能するために建造された救助曳船であり、乗員は26人で、追加で36人を運ぶことが可能。
船は全長57m、幅14mで、喫水は3.2m、基準排水量は1200トン、満載時は1670トン。最大速度は時速26km（14ノット） で、最大20日間の自律運行が可能。この船は2つのアジポッドと2つのバウスラスターによって推進され、これらは、7つのディーゼル発電機（合計出力5,160 kW）によって供給される2つの2030kWの電気モーターによって駆動する。

## 歴史

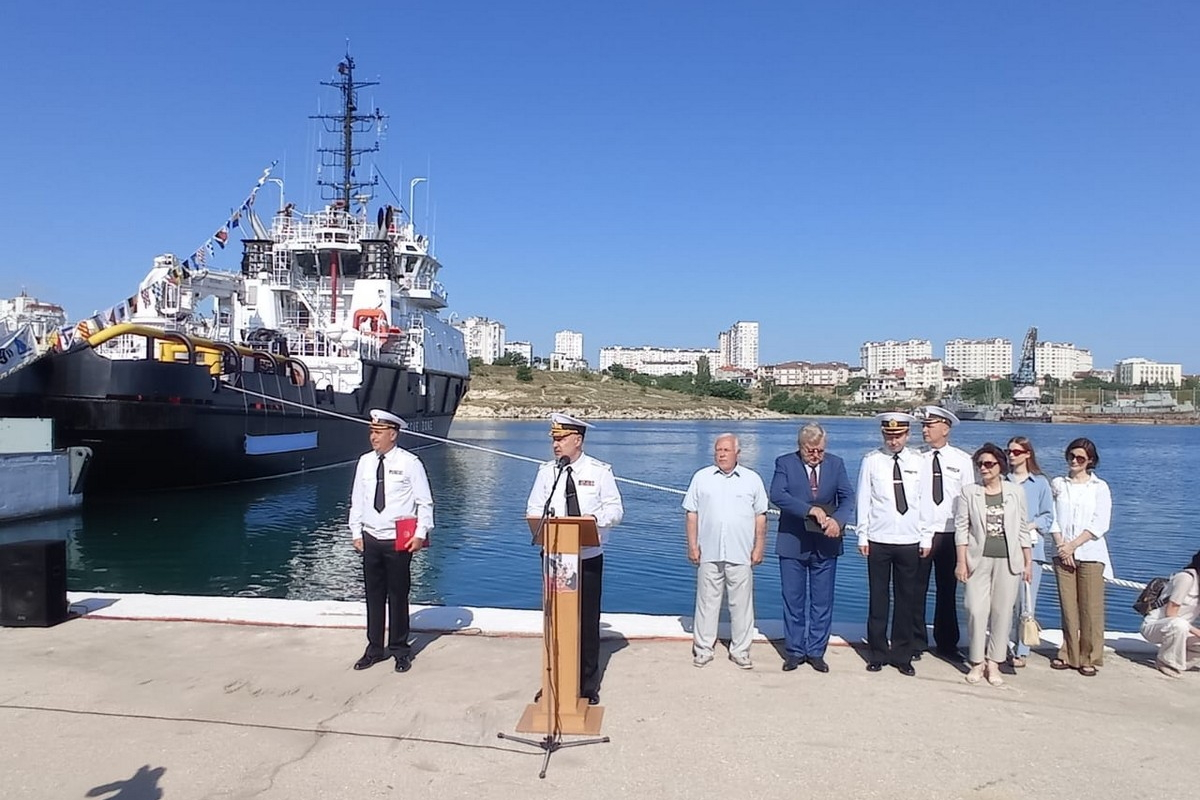
ワシリー・ベフの就役式（2017年）

ワシリー・ベフはヴィンペル設計局がニジニ・ノヴゴロドで設計し、アストラハンのZvezdochka造船所でSB-739の名称で起工された。2016年8月2日に進水、2017年1月16日にロシア海軍に就役し、同月後半に海上公試に合格した。
2017年3月、ワシリー・ベフは黒海艦隊に配属されたプロジェクト22870の曳船4隻の1隻であり（他の船は「プロフェッサー・ニコライ・ムール」「キャプテン・グリエフ」「SB-742」）、第145救助船支隊に所属した。同船は2021年4月19日に、黒海艦隊の救助部門のチーフエンジニアに因んで「スパサテル・ワシリー・ベフ」と名付けられた。
2022年6月17日、ワシリー・ベフは黒海のロシアが支配するズミイヌイ島に補給する人員、武器、弾薬を運んでいた。その日、ウクライナ国防省は、戦闘ドローンのバイラクタル TB2が撮影したワシリー・ベフへの攻撃映像を公開し、同船は対艦ミサイル攻撃を2発立て続けに受けたことでその後まもなく沈没した。ロシアからの初期の未確認の報告によると、乗船していた33人のうち23人が負傷し、残りの10人が行方不明になった。6月21日、英国防省は、ウクライナ軍が欧米から供与された対艦ミサイル「ハープーン」を使用し、ワシリー・ベフに損害を与えたと明らかにした。